# Lestrade-et-Thouels
Lestrade-et-Thouels ist eine französische Gemeinde des Départements Aveyron in der Region Okzitanien mit 442 Einwohnern (Stand: 1. Januar 2022). Sie ist dem Kanton Raspes et Lévezou und dem Arrondissement Millau zugeteilt. Die Einwohner werden Lestouélien(ne)s genannt.

## Geografie
Lestrade-et-Thouels liegt etwa 28 Kilometer westlich von Millau in einem der südlichen Ausläufer des Zentralmassivs in einer waldreichen Region am Alrance. Das Gemeindegebiet ist Teil des Regionalen Naturparks Grands Causses. Umgeben wird Lestrade-et-Thouels von den Nachbargemeinden Durenque im Norden, Villefranche-de-Panat im Osten und Nordosten, Broquiès im Osten und Südosten, Brousse-le-Château im Süden, Connac im Süden und Südwesten sowie Réquista im Westen.

## Bevölkerungsentwicklung
| Jahr                       | 1962 | 1968 | 1975 | 1982 | 1990 | 1999 | 2006 | 2018 |
| -------------------------- | ---- | ---- | ---- | ---- | ---- | ---- | ---- | ---- |
| Einwohner                  | 736  | 672  | 612  | 624  | 534  | 454  | 421  | 478  |
| Quellen: Cassini und INSEE |      |      |      |      |      |      |      |      |